# Jeziorsko
Jeziorsko je přehradní nádrž na řece Warta v povodí veletoku Odra v Polsku. Nachází se větší částí v Lodžském vojvodství (okres Sieradz a okres Poddębice) a menší částí ve Velkopolském vojvodství (okres Turek). Leží severo-severovýchodně od města Warta. V Lodžském vojvodství je to největší vodní nádrž a největší retenční nádrž. Má celkovou plochu cca 42,3 km² a objem cca 202,8 mil. m³ vody.

## Historie a popis vodního díla
Myšlenka postavit přehradu pochází z počátku 60. let 20. století. V první polovině 70. let byl vypracován stavební projekt a v letech 1975 byly zahájeny stavební práce. Přehradní nádrž byla uvedena do provozu v roce 1986. Periodické kolísání hladiny vody v nádrži se může pohybovat kolem 5,5 m. Kromě rekreační, sportovní a energetické funkce slouží k regulaci průtoků vody v řece a k zavlažování zemědělské půdy. Výstavbou bylo vysídleno asi tisíc lidí. Stavba tehdy stála přibližně jednu miliardu zlotých. Čelní hráz nádrže u Skęczniewa slouží také k výrobě energie v průtočné vodní elektrárně o výkonu 4,89 MW. Kromě ní byly vybudovány dvě boční vodní přehrady a to v údolí řek Pichna a Teleszyna.

## Příroda
V jižní části Jeziorska je zřízena přírodní rezervace Rezerwat Jeziorsko.

## Galerie

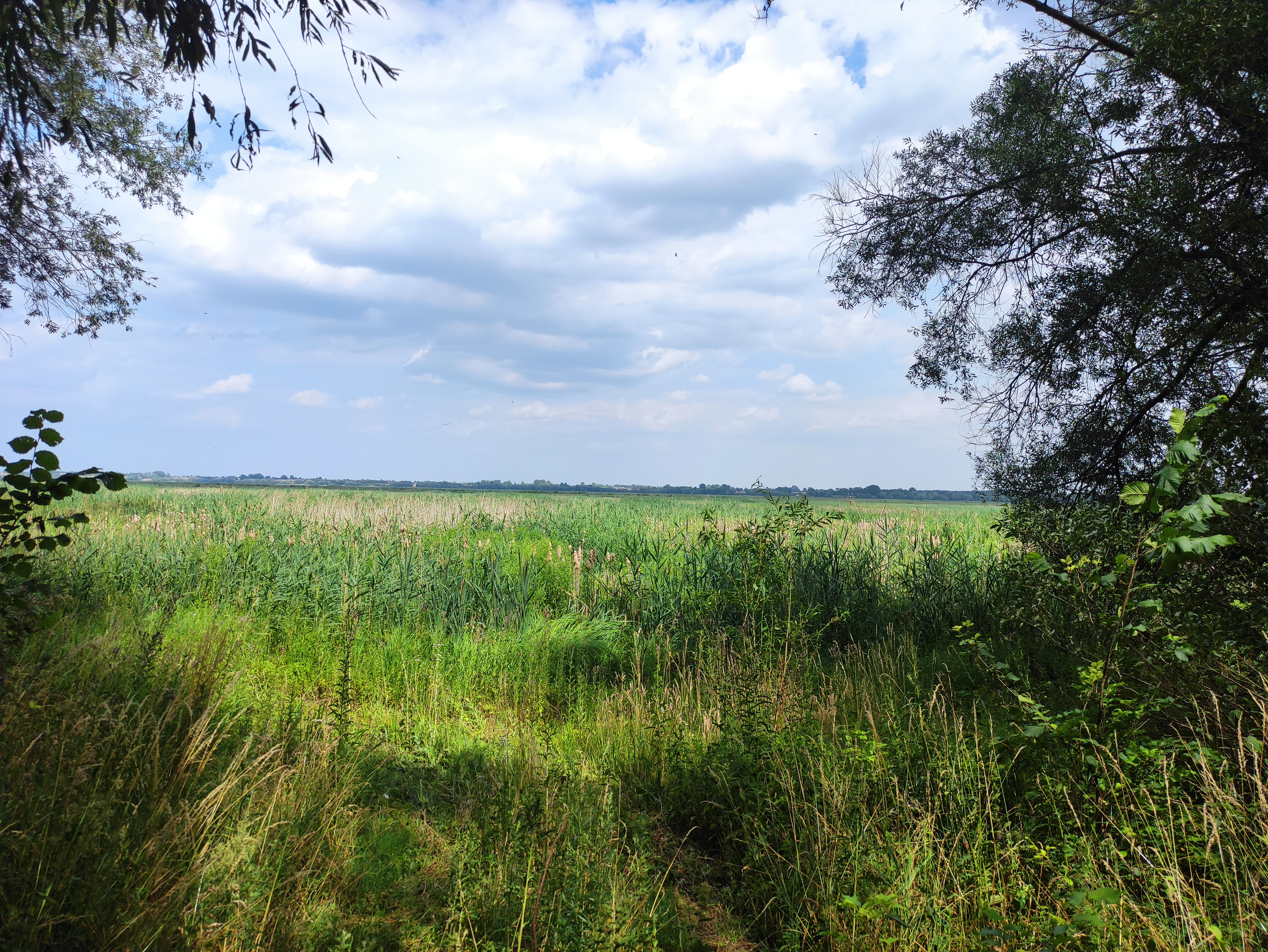
Pobřežní porost
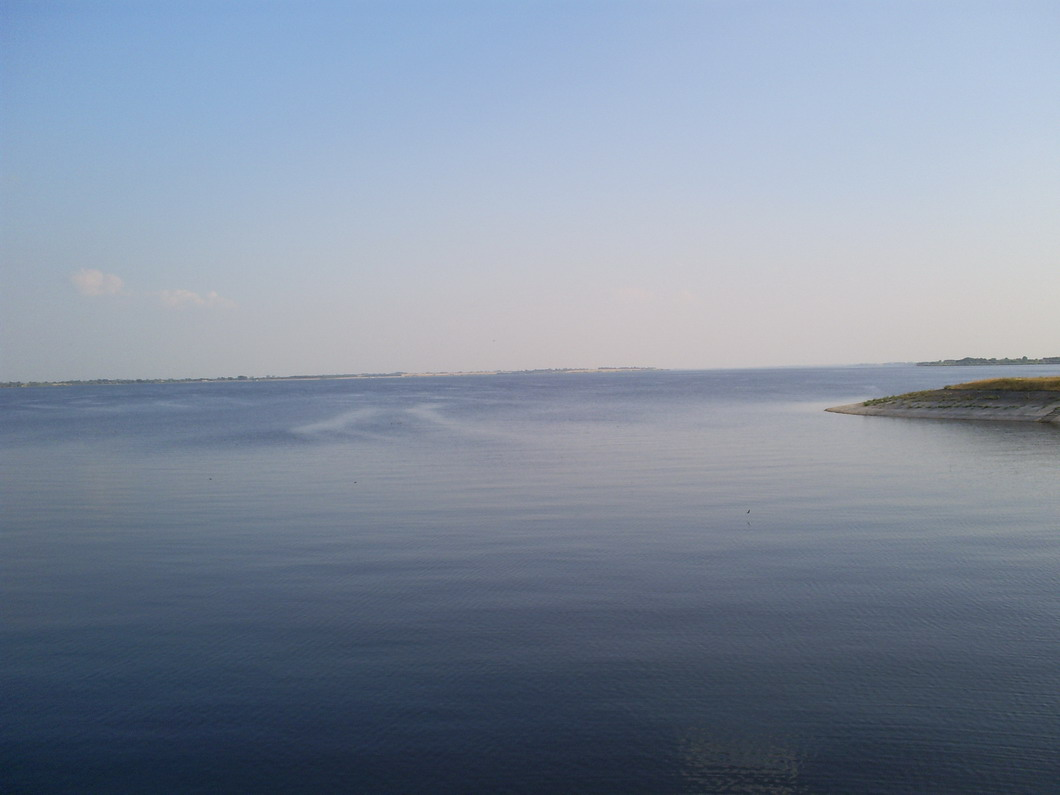
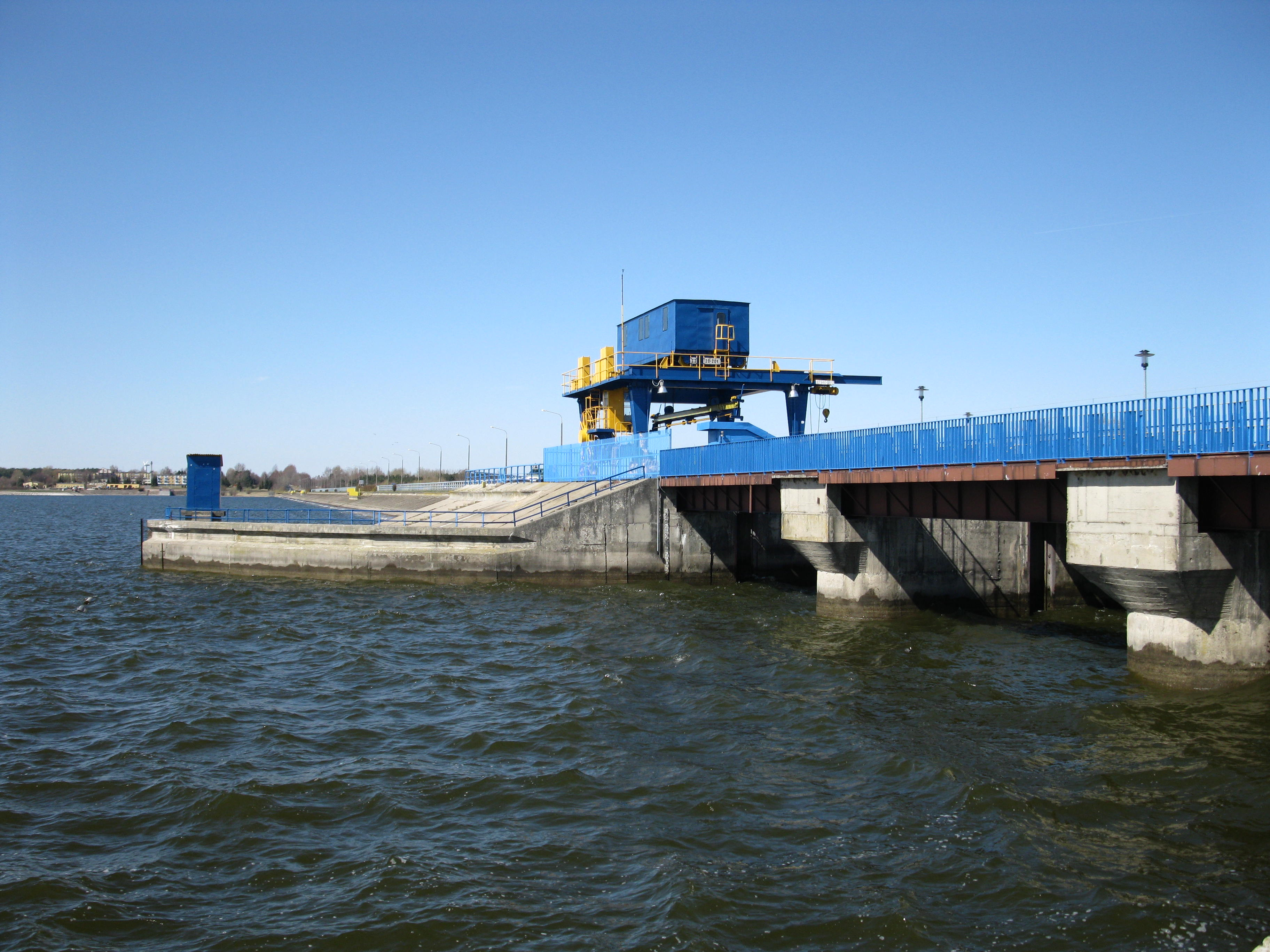
Hráz
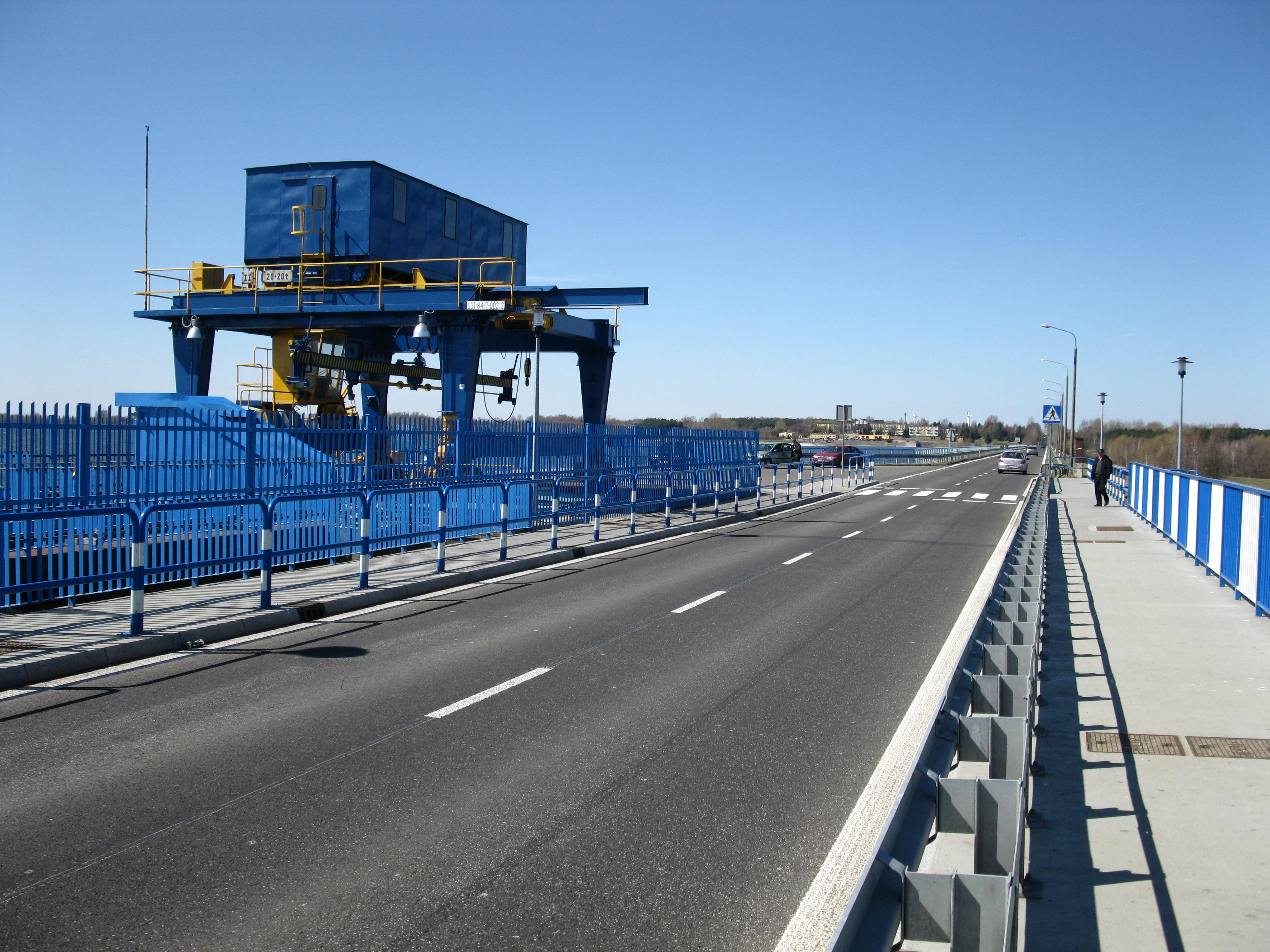
Hráz
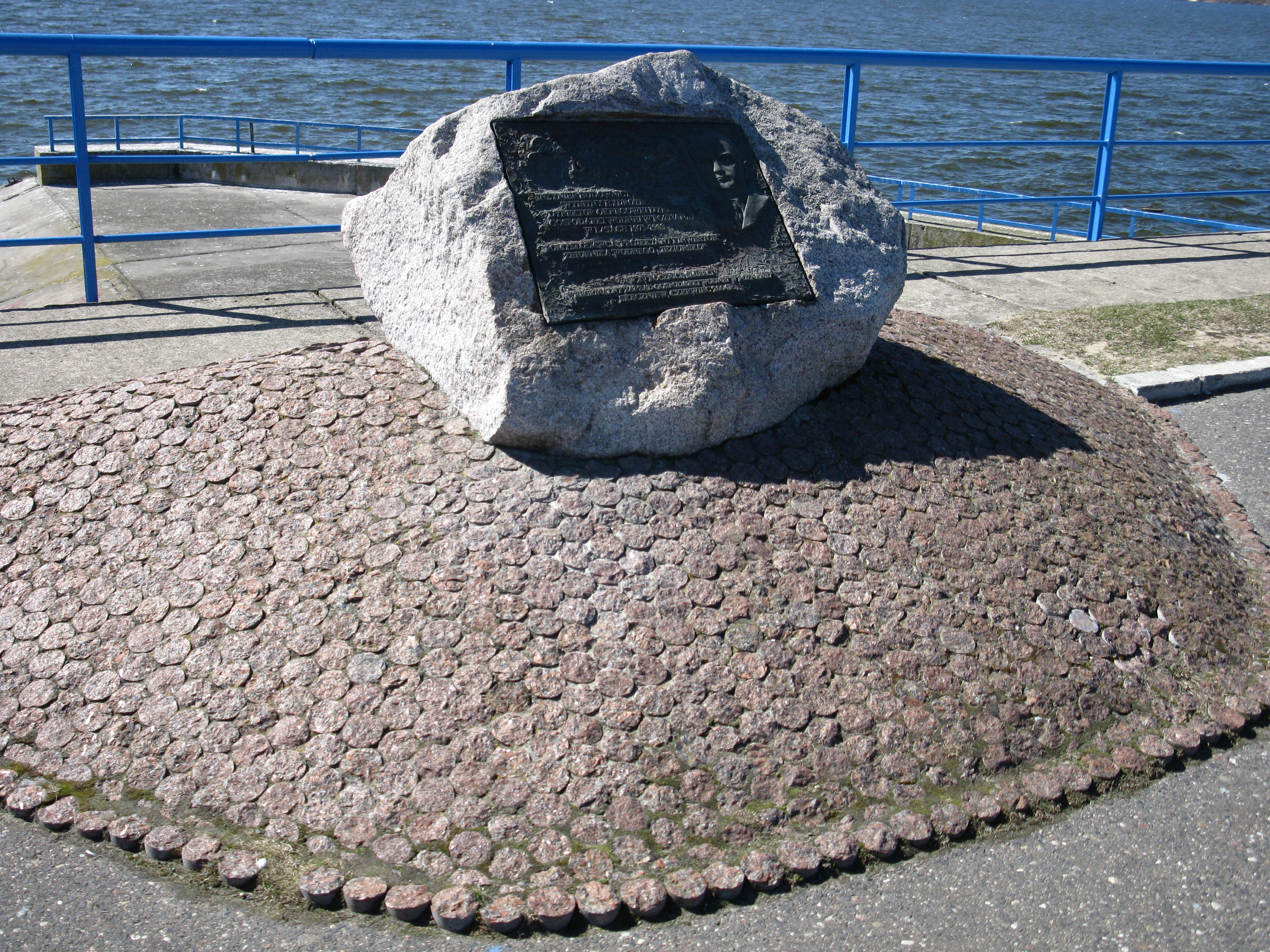
Památník/kámen Głaz Józefa Głuszaka
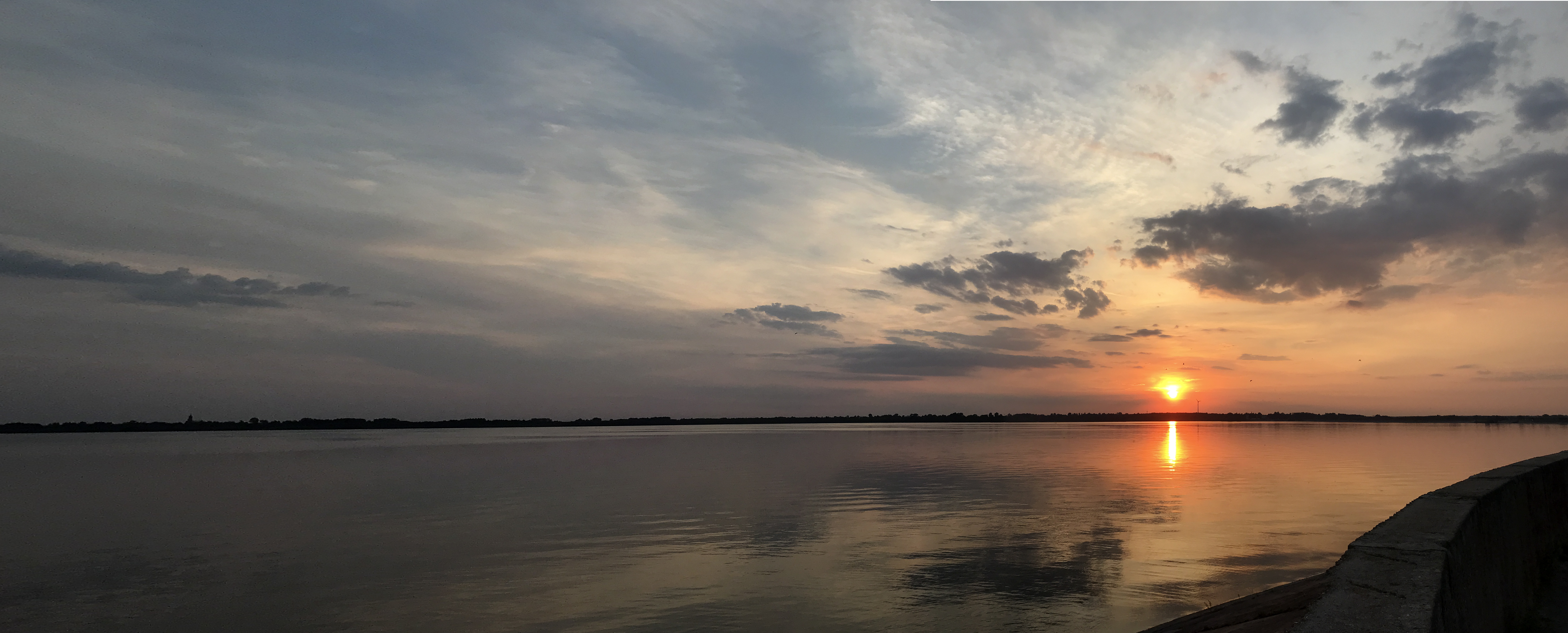
Západ slunce na jezerem
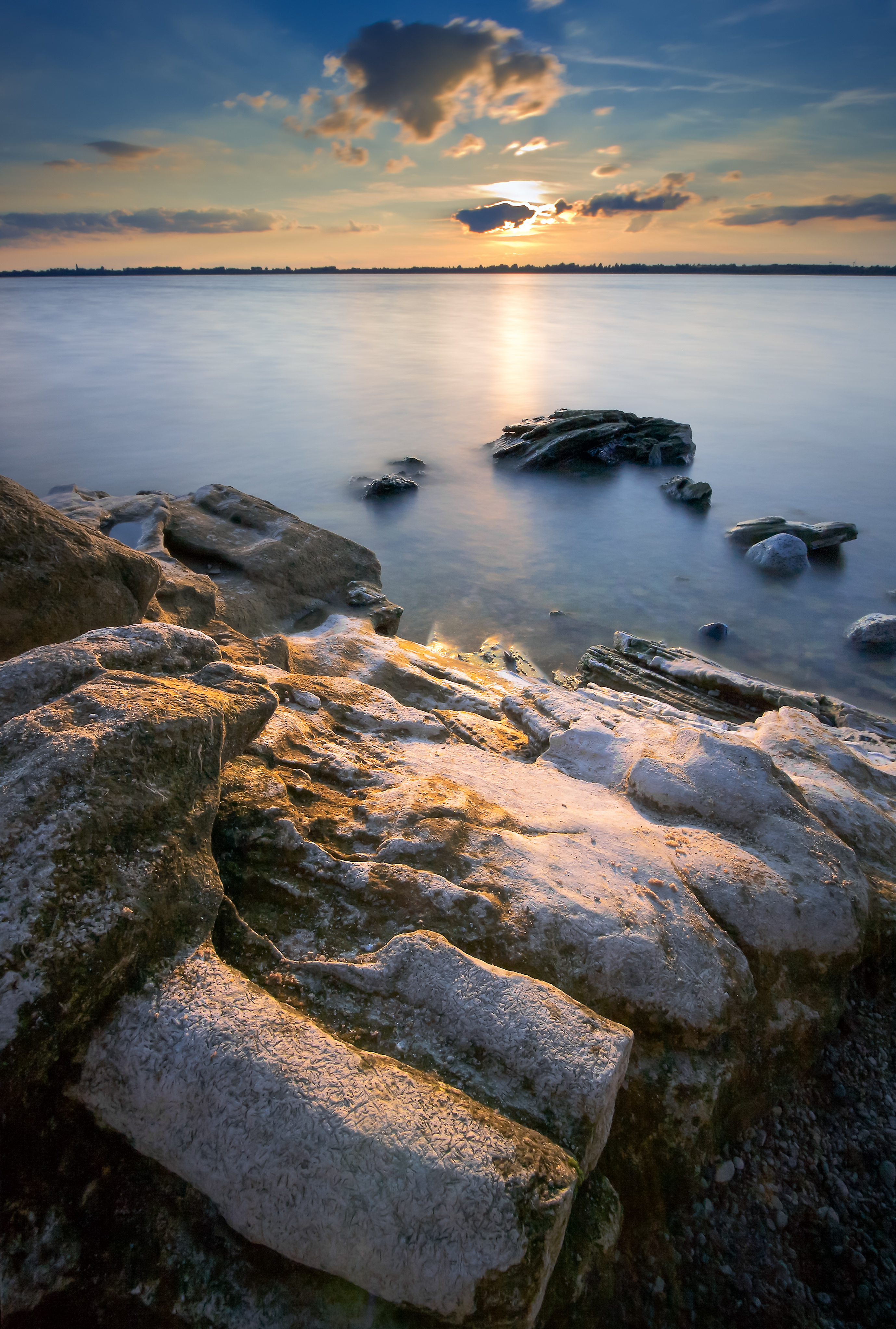
Západ slunce na jezerem